# 理羽

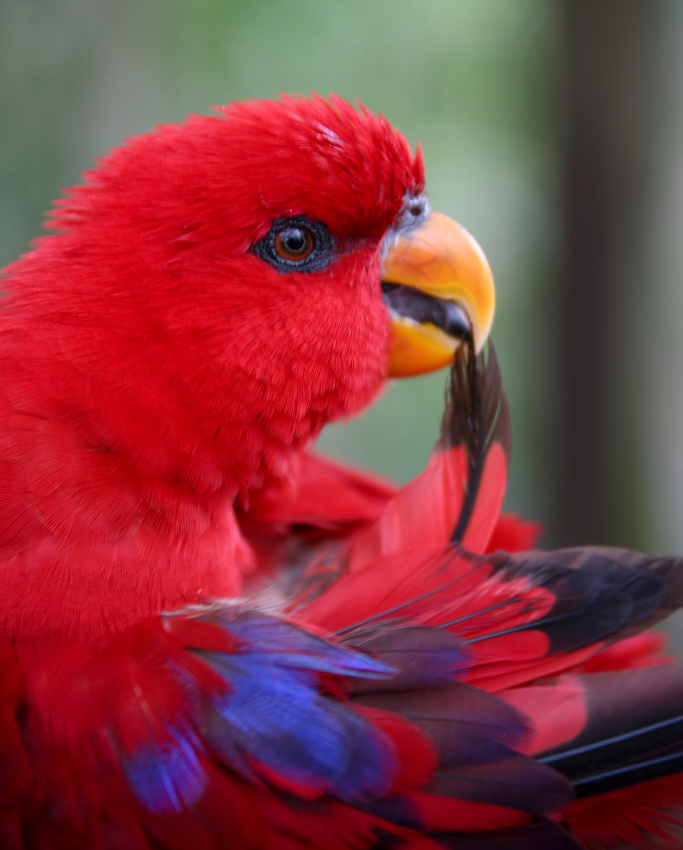
图中的紅色吸蜜鸚鵡在理羽时用喙将单根羽毛拉过来，重新排列并钩合羽小枝。

理羽也称为理毛或整理（英語：Preening），指的是鸟类用喙来整理羽毛的行为，作用包括清洁、清理羽毛，将分离的羽小枝重新钩合，控制体外寄生虫、给羽毛涂抹尾脂腺分泌物等。羽毛对鸟类的保暖、防水和飞行都十分重要，因此，鸟类每天花费大量时间理羽。理羽行为包括多种动作。鸟类会抖动它们的身体使羽毛蓬松，这有助于将分离的羽小枝重新钩合；并用喙从尾脂腺中收集分泌物，并将这种分泌物涂抹在羽毛上。在理羽时，鸟类用喙咬合每一根正羽，以将它们从根部到末端重新整理。
随着演化，理羽行为演化出其它功能。例如，一些鸟类将理羽行为发展为了一种求偶的仪式。尽管理羽主要是个体行为，但不同个体可能相互帮助对方理羽，一般只包括头部和颈部的羽毛；这种行为发生在配偶之间，或者在社会性物种同社群的不同个体之间。互相理羽有助于配偶之间或社会性物种的社群内部相互识别、减少冲突。

## 概述
鸟类的所有物种都会理羽，鸟类的理羽行为既有先天的成分，也有后天学习的成分，人工抚养长大的鸟如果缺少同类物种的示范，理羽行为可能会存在异常。错位的羽毛会影响鸟类的正常活动，例如可能会损伤其它羽毛，可能会影响飞行，也可能影响羽毛的保暖性。鸟类通过理羽让这些错位的羽毛重新排列整齐。有证据表明，埋藏在鸟类外层正羽下方的特化羽毛与触觉有关，称为纤羽，其基部的力學感受器让鸟类能够感知到外层正羽的移位。通过理羽，鸟类能清理掉羽毛上的污秽和寄生虫，并提升羽毛的防水性能。在换羽时，鸟类会在理羽时脱去新羽毛的羽鞘。
羽毛对于鸟类的保温、防水和飞行非常重要，鸟类每天花费大量时间理羽，大多数鸟类在休息时每小时理羽一次。对多个物种的研究显示，它们每天平均花费超过9%的时间用于维护行为，其中92%以上的时间花在理羽上；但实际的数字可能会更高。研究发现，一些鸥科鸟类在繁殖季节的白天花费15%的时间用于理羽；而另一项研究则表明，普通潜鸟每天有超过25%的时间用于理羽。对能够在野外辨别雌雄的鸟类而言，研究显示大多数物种的雄鸟比雌鸟花费更多的时间用于理羽，但在鸭中则刚好相反。一些飞行能力退化的平胸鸟类，花在维护行为上的时间要少得多。对鸵鸟的研究显示，它们只有不到1%的时间用于理羽。

## 尾脂

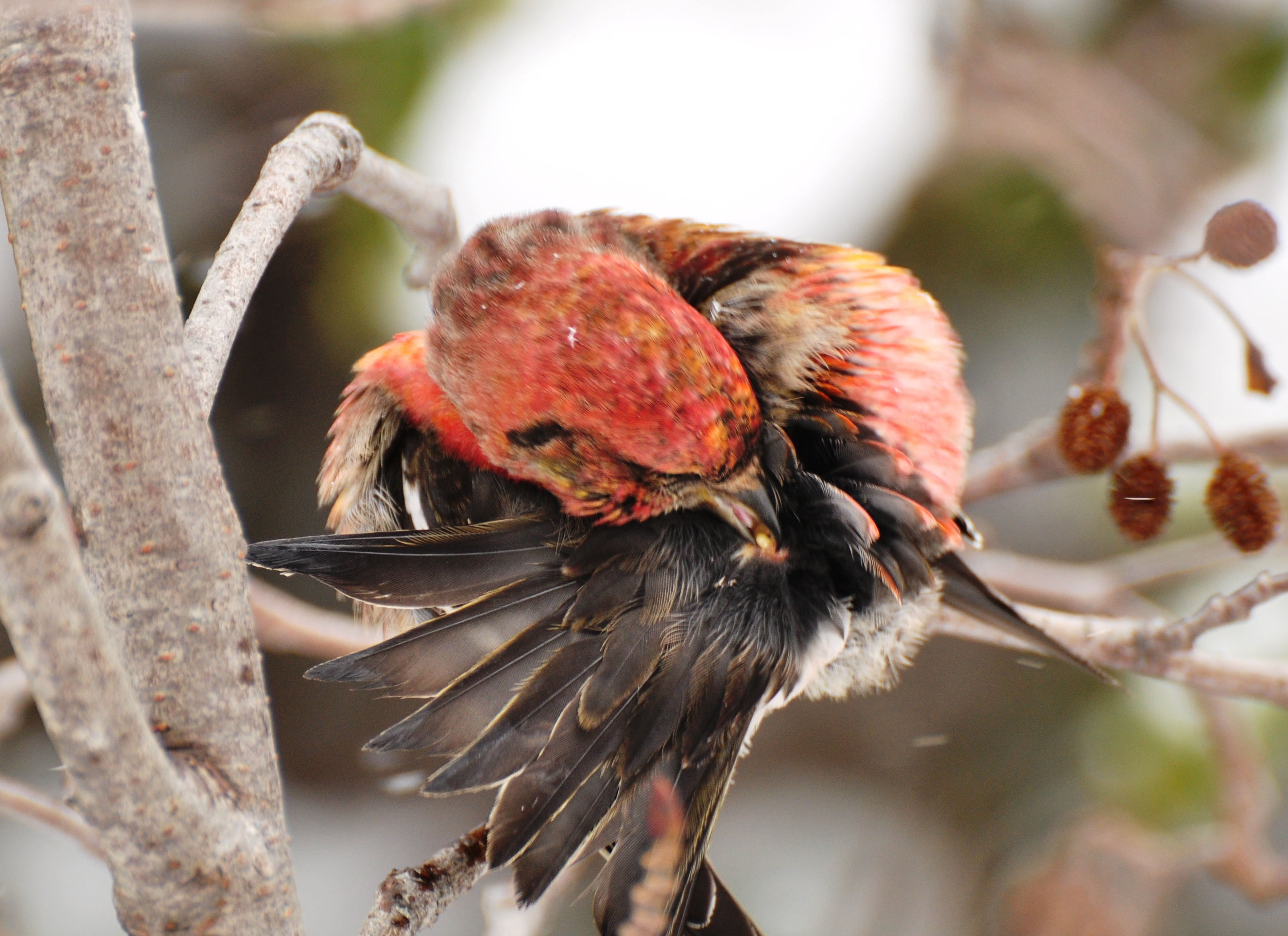
这只白翅交嘴雀正在从尾脂腺中收集分泌物用于理羽

完全长成的羽毛基本上是没有生命力的死结构，类似于人类的头发或指甲，它们会受到磨损和风化的影响而逐渐变脆，因此鸟类必须主动地对羽毛做维护和润滑。许多鸟类的尾羽基部有一个称为尾脂腺的腺体，能够分泌由脂肪酸、水和蜡等组成的尾脂（英文称为，字面意思为“理羽油”）。鸟类用喙采集尾脂，并将它们涂抹在羽毛上。燕鸥、䴙䴘和海燕等水鸟尾脂腺通常较大（相对于体型而言），但研究显示，这个规律并不是绝对的。 
尾脂帮助鸟类减少羽毛上的寄生生物，例如一些能分解羽毛的细菌、真菌和虱子。对戴胜进行的一项研究表明，尾脂中的共生细菌粪肠球菌产生的细菌素对于能够分解羽毛的地衣芽孢杆菌有抑制作用。雌性戴胜会把尾脂涂抹在自己的孵卵斑和卵上，因而尾脂会带着共生细菌进入卵表面的孔中，这会导致卵的颜色变暗。研究显示，这些细菌可能有助于保护发育中的雏鸟。其他研究表明，去除或让鸟类无法接触尾脂腺会导致羽毛上的细菌增加，但增加的细菌不一定是降解羽毛的那些种类。对于部分鸟类物种而言，尾脂有助于保护它们免受部分体表寄生虫的危害；研究发现，与感染了鸟类疟疾的家麻雀相比，未感染个体的尾脂腺更大，腺体的抗菌活性也更高。还有研究表明，戴胜亚目的尾脂可能有助于驱赶一些它们的哺乳类天敌。
尾脂有助于鸟类羽毛保持防水性，虽然尾脂本身并不含有防水成分，但它有助于延长羽毛的微观结构（羽支、羽小支等）的寿命，这些微观结构相互之间紧密地交错在一起，起到防水的作用。
虽然大多数鸟类物种都有尾脂腺，但平胸鸟类、鸨科、啄木鸟以及少数鹦鹉和斑鸠或鸽子却没有这种器官。一些缺乏尾脂腺的鸟类具有一种特殊的绒羽——粉绒羽，这种绒羽会不断分解成细小的粉末，鸟类在理羽时将其涂抹在正羽上。有些物种的粉绒羽分布在它们的全身各处，也有些物种的集中在特定的一处。粉绒羽有助于保护羽毛和防水，还能令羽毛具有金属光泽。 